# Canadá nos Jogos Olímpicos de Inverno de 1998
O Canadá mandou 144 competidores que disputaram doze modalidades nos Jogos Olímpicos de Inverno de 1998, em Nagano, no Japão. A delegação conquistou 15 medalhas no total, sendo seis de ouro, cinco de prata e quatro de bronze.